# قرار مجلس الأمن التابع للأمم المتحدة رقم 447
قرار مجلس الأمن التابع للأمم المتحدة رقم 447، المتخذ في 28 آذار / مارس 1979، بعد الاستماع إلى مذكرات من جمهورية أنغولا الشعبية والمنظمة الشعبية لجنوب غرب أفريقيا (سوابو)، أشار المجلس إلى القرارين 387 (1976) و428 (1978) وأدان جنوب أفريقيا على استمرار غاراتها في انتهاك مباشر للقرارات السابقة.
أدان القرار قمع شعب ناميبيا من قبل جنوب إفريقيا، والفصل العنصري وعسكرة جنوب غرب إفريقيا (ناميبيا). وطالب المجلس جنوب إفريقيا احترام وحدة أراضي هذه الدول، وأثنى على أنغولا ودول خط المواجهة الأخرى لدعمها للشعب الناميبي، وطالب الدول الأخرى بتقديم المساعدة لهم.
وانتهى القرار بطلب من الأمين العام تقديم تقرير بحلول 30 أبريل 1979 عن الحالة.
اعتمد القرار بأغلبية 12 صوتاً. امتنعت فرنسا والمملكة المتحدة والولايات المتحدة عن التصويت.